# 汪华墓
汪华墓俗名“汪墓祠”、“汪王墓”、“忠唐庙”，是徽州最具知名度的名人墓葬之一，位于中国安徽省黄山市歙县城北3公里的桂林镇江村东山营，背靠云岚山，面向南方，正对徽州古城。东经118°25′30.5″,北纬29°53′47.9″，海拔高度139.1米。2012年6月21日，汪华墓公布为安徽省文物保护单位。
汪华（587年—649年）是隋末民变领袖、唐朝越国公，徽州大姓汪姓都是他的后裔。唐永徽二年（651年）营葬。永徽三年（652年）汪华诸子护灵柩还乡，四年葬歙县城北云岚山。汪华及祖父母、父母、五个夫人的合葬于此。汪华墓在唐末曾遭掘毁。此后历代多有修缮、扩建，其汪姓后裔“捐田奉祀甚盛”。1949年后汪华墓庙改为收养孤老和流浪人员的收容所，1962年被歙县民政局拆除，祠址犹存。1967年文化大革命期间汪华墓被盗。
汪华墓前原有拜台、神道、翁仲、牌坊，均毁于文革。墓前右为汪王墓祠遗址，享堂原为三进五开间，现仅存地坪遗址。左为忠烈王庙遗址（家庙），原为三进五开间，现仅存部分门屋。。